# Bandidus brandti
Bandidus brandti är en insektsart som beskrevs av Tim R. New 1990. Bandidus brandti ingår i släktet Bandidus och familjen myrlejonsländor. Inga underarter finns listade i Catalogue of Life.